# جوني هابارد
جوني هابارد (بالإنجليزية: Johnny Hubbard)‏ هو لاعب كرة قدم جنوب أفريقي، ولد في 16 ديسمبر 1930 في بريتوريا في جنوب أفريقيا، وتوفي في 21 يونيو 2018. شارك مع منتخب جنوب أفريقيا لكرة القدم. أما مع النوادي، فقد لعب مع نادي آير يونايتد ونادي بوري ونادي رينجرز.

## وصلات خارجية
- جوني هابارد على موقع قاعدة بيانات كرة القدم.إي يو (الإنجليزية)